# Andrena curtula
Andrena curtula är en biart som beskrevs av Pérez 1903. Andrena curtula ingår i släktet sandbin, och familjen grävbin. Inga underarter finns listade i Catalogue of Life.